# パペッティア
『パペッティア』（Puppeteer）は、SCEジャパンスタジオが開発し、ソニー・コンピュータエンタテインメント（SCE）より2013年9月5日に発売されたPlayStation 3専用アクションゲームである。

## 概要
人形劇をモチーフにした、小ネタや楽屋ネタやメタ発言、ブラックユーモア（一番の売り上げだったのに廃版になった人形がミッキーマウスに似ていた、など）などが満載のストーリーやギミックに溢れたアクションゲームで、画面演出やプレイ画面は舞台装置そのものとなっている（プレイヤーはこれを中央席から鑑賞する観客の視点でプレイ）。2人プレイに対応しており、もう片方のプレイヤーは主人公をサポートするプレイで盛り上がれるようになっている。
プレイヤーの行動に合わせて狂言回しの語りや観客のガヤが起こるため、あたかも劇場にいる臨場感を味わえる。なお、起動デモ画面を放っておくとミスターGから鑑賞中の注意（役者のようにはさみを持って劇場内を走らないように、など）が聞ける。
PSストアには体験版の他にリハーサル版が配布されている。リハーサル版は公演直前の劇場ツアーの体裁をとっており、作りかけのセットやリハーサルならではの会話など、本編には無い演出が盛り込まれている。

## ゲームシステム
何でも切れるはさみ「カリバス」でモノを切り進めて行動する。空中でカリバスを使うと一時的にホバー状態になるため、それを利用して空中のオブジェクトを切り進む事で進路を開拓できる。縫い目のような点線はカリバスで切り進むレールとなっている。壁のヒビやスイッチなどは左スティックでピカリナ（またはインヤン）をポインターとして操作し、該当箇所をR2ボタンで調べることでギミックを作動させる。2Pプレイの際の2Pプレイヤーはこの探索操作を担当する。金色の渦（魔法の門）にたどり着くと場面（舞台）が転換する。
主人公はヘッドがないとすぐに死んでしまう。ヘッドはステージを調べることやイベントで入手できる。ヘッドはダメージを受けると取れてしまい、一定時間が経つとルンピーを出して消えてしまう。ロストしたヘッドは所々で飛んでいるヘッドポットを調べると種類はランダムで落としてくれる。ヘッドは3つまでいつでも付け替えることができ、ヘッド毎に専用のアクションが存在する。ステージにはヘッドの絵の白い影が投影された場所（そこを調べると、どのヘッドなのかを示すアノテーションが表示される）があり、そこで指定されたヘッドの専用アクションをするとボーナスステージの発生など様々なギミックが発生する。リトライ回数はルンピーというステージに散らばるアイテムを100個集めることで1回増える。
ストーリーを進めると、かつてムーンベアキングに抵抗した4人のヒーローの力が込められたヒーローヘッドを入手できる。これはヘッド交換をしなくてもアクションを起こせる物で、以下の4つが存在する。
ナイトヘッド
L1ボタンを押し続けている間、圧死判定があるギミック以外の攻撃を無効化できるバリアを発生させる。左スティックで角度を変えられ、飛び道具を反射することができる。また、突進してくる敵に対してダメージを与えることができる時がある。4度まで連続で使用でき、攻撃を受ける度に青→黄→赤と変色し、赤色の時に攻撃を受けるとバリアが壊れる。耐久回数はバリアを使用していない時に時間経過で回復する。
ニンジャヘッド
自機にはダメージは無いが、爆弾マークの描かれた障害物や、敵を爆破できるニンジャボムを使用できる。
海賊ヘッド
海賊のフックを使えるようになる。金色のフックに向かって鎖付きフックを投げ、△ボタンを連打して引っ張ることでギミックを作動できる。雑魚敵に対して使うと相手を気絶させた状態でこちらに引き寄せることができる。
レスラーヘッド
空中にいる時にR1ボタンで急降下するドッスンができるようになる。また、R1ボタンを押しながら左スティックを左右に倒すことで取っ手のあるオブジェクトを押したり引いたりできる。ドッスンは牛のドクロのマークが描かれたオブジェクトを破壊できる。また、急降下の距離が長いとドッスンの威力も大きくなり、大きなオブジェクトを破壊できる（空中にドッスン開始位置の目印がある場合が多い）。
7章3幕で構成されており、1つの章をクリアするとその章のバックストーリーが絵本として閲覧できる。また、ヘッドのコレクション閲覧では楽屋ネタが読めるヘッドが存在する。

## ストーリー
これは、不可思議と幻想に満ち満ちた、魔法劇場で公演されている演目である。
月の女神が可愛がっていたリトルベアはある日突然、黒のムーンストーンと聖なるはさみ・『カリバス』を盗み出し反乱を起こし、ムーンベアキングを名乗り暴力で月の女神を撃退。光のムーンストーンを割って部下に分け与えた。月の女神の飼い猫だったインヤンは少数ながらも反乱軍を結成しムーンベアキングに肉薄したが、騎士が腰抜けだったため反乱は失敗。反乱の頭目だった4人のヒーローの力は各地に封じられた。
かくして平和に治められていた月が、暴君の支配下に置かれて3年が経過していた。ムーンベアキングは自らの地位を守るため、夜な夜な地球の子供たちの魂を闇の軍勢へと変えていた。
主人公・クウタロウは魂を木の人形に移し替えられ、更に頭を引き抜かれ食べられてしまう。行くあてもないクウタロウに手を差し伸べたのは、ムーンベアキングの城の厨房で働きつつ『カリバス』を手に入れようと目論む月の魔女であった。魔女の手引きで『カリバス』を城から盗み出し、攫われてきた太陽の妖精ピカリナを助け出したクウタロウは、ムーンベアキングから月を解放するための冒険に挑むのであった。
第1章 月の王と人形
人形にされてしまったクウタロウが、月の魔女とインヤンの手助けを受けながらカリバスを手に入れ、城から脱出する。基本操作を覚えるチュートリアルステージの一面も持つ。
・タイガー将軍が他の将軍たちより最初に登場。
第2章 偽りの森
本格的なムーンストーン集めを始めるクウタロウ。手始めにマウス将軍を捕らえ、マウス将軍の薬によって汚された森を救い出す。こいのぼりや神社など日本風ステージだが、第3幕では一転、スネーク将軍を倒すべく砂漠を進んでいく。
・第1幕では日本の昔話「かぐや姫」らしく竹から姫が生まれると予測。また、マウス将軍がスネーク将軍に食べられてしまうシーンは、現実でもヘビはネズミを食べる習性があると推測できる。
第3章 欲望の海
シープ将軍とピッグ将軍によって捕らえられたクウタロウ。同じく捕らえられていたキャプテン・ギャフと共に脱出し、2匹の将軍を追い詰めていく。船内〜洋上の船〜海中と進み、終盤はトラップ満載の秘密基地へと進攻していく。
・第2幕では「龍宮城」が登場。
第4章 決闘の荒野
生き物も少ない荒野を進むクウタロウ。レースに熱中しクウタロウのことなど眼中に無いホース将軍とブル将軍に対し、自らを認めさせ、勝負を挑ませることを目指す。西部劇のようなシチュエーションから、第3幕ではメキシコ風の街並みを進んでいく。
・第3幕でブル将軍がボスとして戦うが、実はその前モンキー将軍が変装をしていた。
第5章 大食らいの夜
不気味な森に迷い込んだクウタロウ。恐る恐る進むもモンキー将軍が仕掛けた罠によって全てのムーンストーンを失う。おどろおどろしい仕掛けにびっくりしつつも、ムーンストーンを取り返すべく、ハロウィンタウンを進んでいく。ハロウィンやお化けなど全体的にホラー感を漂わせるステージが続く。
・モンキー将軍がクウタロウから奪った7つのムーンストーンと、ドッグ将軍が所持する1つ、合わせて8つの欠片を使い、ロボドッグ将軍を完成させる。
第6章 時の国の大時計
何とかムーンストーンを取り返したクウタロウ。残るムーンストーンを手に入れるべく再び冒険を始めるが、その一方でムーンベアキングの計画も着々と進行していた。不思議の国のアリスや時計塔など、ヨーロッパ感漂うステージ。
・第3幕において、クウタロウを含む地球の子供の魂を盗んだのはドラゴン将軍だったことが判明。
第7章 黒と白の月
クウタロウの進撃から逃れ続けるモンキー将軍。そして強大な力を得たムーンベアキング。氷山・火山・宇宙と舞台を変え、いよいよ黒の城、そしてムーンベアキングとの最終決戦に挑む。
・タイガー将軍が最初でモンキー将軍が最後に戦うのは、モチーフである十二支の寅と申は正反対の方向を示されている。（二支の交互関係）

## 登場人物

### 主要人物
クウタロウ
本作の主人公。地球の少年だが、眠っている間に魂を盗まれて木の人形に閉じ込められた。
人形にとって命でもあるヘッドをムーンベアキングに食べられたため、冒険の途上で拾う代理のヘッドをつけて戦うことになる。
・エンディングでは、日本の東京に住んでいたことが判明（漢字で書くと「空太郎」）。もちろん十二支も日本含むアジアに広がっていた文明である（ほとんどの国でピッグ将軍のモチーフである豚もその一つとされるが、日本においてある誤解により猪に置き換わっている）。
ピカリナ
声 - 松岡由貴
関西弁を話す太陽の妖精。サポートキャラクター。
ムーンベアキングに攫われた太陽の妖精。インヤンの見立てでは「太陽の姫君」の侍女。ツッコミ精神旺盛な、とにかく口やかましい陽気で元気な性分。太陽の姫の居場所を聞かれるとはぐらかす。実は彼女こそ太陽の姫君であり、ムーンベアキングの魔法で妖精にされてしまう。
エズマー・ポッツ
声 - 片岡富枝
ムーンベアキングの下で黒の城の厨房を預かっている『月の魔女』。チュートリアル担当。
魔法の腕は一流だが料理の腕はからっきし。虫歯で悩むタイガー将軍に「痛みを痛みで紛らわす」為に激辛料理を出したり、嘆き悲しむデクたちに幸せを、という要望には「天国に行ける」毒入りスープを作るなど、他人の願いを洒落にならないブラックユーモアで返す。
醜悪な容姿をしており、優しい口調で相手に接して来たかと思えば、きつい口調と乱暴な言動で周囲をこき使う性格。『カリバス』と『ムーンストーン』に異常な執着を示し、攫われてきた子どもたちを唆して幾度となく盗ませようとしていた。本当は自分がカリバスを手にしようとしていたが、カリバスがクウタロウを主に選んだために目論みは失敗。仕方なく、クウタロウを自分の手先として光のムーンストーン集めに赴かせる。その正体は月の女神本人であり、ムーンベアキングかつリトルベアによってムーンストーンが破壊され、魔力も記憶を失い、美しい彼女は醜悪な魔女へと変貌。クウタロウの手でムーンストーンを復活させた後は元の姿に戻る。
インヤン
声 - 多田野曜平
二又の尻尾と翼を持つ、月の魔女の空飛ぶ飼い猫。非常にやる気がない怠惰で慇懃無礼な性分。ピカリナ救出以前の第1章におけるサポートキャラクター。
元々は月の女神の飼い猫で、月の女神がムーンベアキングに襲撃された際に真っ先に抵抗した。その後も様々な手段でムーンベアキングに対抗しようとしたがその過程で9つある内の5つの魂を失い、仕方なく手段が同じ月の魔女に飼われることになるもカリバスを求める過程で2つ失う。そのため、命が大事と不本意ながら現在の怠惰な生活を送っている。さらに、現在の状況に落ち着いた後、月の魔女が作った毒入りスープを飲んで1つの魂を失った模様。また彼は相対する十二人の将軍、つまり十二支に当てはめていない猫であると推測。

### 主要人物の敵対者
ムーンベアキング
声 - 乃村健次
かつて月の女神から「リトルベア」として可愛がられていた熊。ある日突然『カリバス』と『ムーンストーン』を奪い巨大化、暴力で王位を簒奪した。
他者を信用できない性分で、自分の地位を護るために光のムーンストーンを部下に分け与えた上で暴力的な支配を行い、それでも不満足なため地球の子供たちの魂を攫ってデク人形に移し変えて自分の軍勢にしていた。
彼と仲間の動物たちがいかにして反乱をおこすに至った理由は、「ムーンストーンに触れない」という月の女神の言葉を忘れて、インヤンに唆され「自分たちを閉じ込める檻」と十二匹の動物の子供たちに教える。彼はカリバスを奪い、革命を起こした。そして彼と十二匹の動物の子供たちはみな大人に成長し、現在に至る。
十二人の将軍
ムーンベアキングによって『光のムーンストーン』の欠片を与えられた直属の配下。かつてリトルベアと共に月の女神の下で暮らしていた、動物の子供たち。
文字通り十二支をモチーフとなっているが、ボスとして戦う順は「寅（第１章）、子、巳（第２章）、亥、未（第３章）、午、丑（第４章）、戌（第５章）、卯、酉、辰（第６章）、申（第７章）」となっている。
また、中国の十二支は「鼠・牛・虎・兎・龍・蛇・馬・羊・猿・鶏・犬・豚」の順番だが、しっかりと全て揃っている。
タイガー将軍（寅）
声 - 白熊寛嗣
張り子細工の虎。所持する欠片の形状は「左の犬歯」。口癖は「ガオー！」。
ムーンストーンを手に入れる前は虫歯に悩まされていた。ムーンベアキングには卑屈に媚び諂い、目下の者にはひたすら傲慢に振る舞う。
・寅は十二支の中でも二番目に強いが、ボスとして最初に戦う。
マウス将軍（子）
声 - 白熊寛嗣
眼鏡をかけた鼠。所持する欠片の形状は「前歯」。笑い声は「チーッチッチッ」。
月の森の住人たちを得意の弁舌で騙し、森を汚染してムーンベアキングに献上しようと目論む。英語版では名前が「General Rat」に変更されている。
・2章1幕ではシルエットとして登場し、2幕ではボスとして登場。3幕は敵対化と誤解したスネーク将軍に（本人曰く「私は味方だ！」）捕食される。
スネーク将軍（巳）
声 - 多田野曜平
長大な蛇。所持する欠片の形状は「上から見た蛇」。口癖は「シャー」。
毒性が強すぎるという理由で疎まれ、黒の城の地下に幽閉されている。
・本作が発売した年に該当する（ただし、初めてクウタロウと戦うのは将軍の中で3番目）。
ピッグ将軍（亥）
声 - 乃村健次
海賊帽を被った豚。所持する欠片の形状は「マンガ肉」。シープ将軍の相棒。笑い声は「ぶはははは！」。
極めて強欲であり、ムーンベアキングにも恩賞目当てで仕えている。
・本作ではしっかりと豚がモチーフとなっていて、本作では日本を除く世界の十二支に違和感のない動物である。
シープ将軍（未）
声 - 白熊寛嗣
二丁拳銃を携えた羊。所持する欠片の形状は「羊の角」。ピッグ将軍の相棒。口癖は「メェー」。
強欲の上にケチであり、クウタロウの捜索命令を燃料の無駄として無視した。
・羊がモチーフで名前も「シープ（Sheep）」という。中国の十二支での未は羊と山羊に該当するが、英語版での名前では「General Goat」ではなく「General Sheep」と矛盾しない。
ホース将軍（午）
声 - 永吉ユカ
十二人の紅一点である雌馬。所持する欠片の形状は「ニンジン」。ブル将軍の妻。口癖は「ヒヒヒーン！」。
俊足を誇る。蒸気機関車に変形することができる。
・一方、4章2幕で倒したのにもかかわらず、ブル将軍戦で登場する。
ブル将軍（丑）
声 - 松田健一郎
建設重機を思わせる姿の雄牛。所持する欠片の形状は「牛の角」。ホース将軍の夫。口癖は「モー〜」。
屈強さを誇る。かつては温和な性格だったが、ムーンストーンの影響でお互いを軽蔑し、張り合うようになった。
・ちなみに英語で干支の丑は「Ox」というのも、本作の英語版では「General Ox」ではなく「General Bull」と矛盾しない。
ドッグ将軍（戌）
声 - 多田野曜平
サイボーグ犬。所持する欠片の形状は「骨」。
将軍の中では唯一「ワオーン」だけしか肉声で話すことができず、モンキー将軍の翻訳機に頼っている。
・クウタロウから奪った７つのムーンストーン（タイガー、マウス、スネーク、ピッグ、シープ、ホース、ブルが所持）と彼が所持した１つを使ったモンキー将軍によってロボドッグ将軍に改造。
モンキー将軍（申）
声 - 白熊寛嗣
白衣を着た猿。所持する欠片の形状は「バナナの房」。笑い声は「ウキキキキ」。
典型的なマッドサイエンティストであり、機械技術を駆使してムーンベアキングの計画を補佐する。
・モノマネも得意で、ブル将軍との勝負の前コロシアムの審判に変装している。
ラビット将軍（卯）
声 - 多田野曜平
マジシャン風の衣装を着た兎。所持する欠片の形状は「シルクハット」。
チキン将軍と組んで夢を司る大時計の支配を命令されていたが、お茶会に夢中で全く進展していない。
・戦闘ではマジシャンらしくトランプを使用する。
チキン将軍（酉）
声 - 白熊寛嗣
リーゼントヘアの鶏。所持する欠片の形状は「鶏の腿肉」。口癖は「ココココ...」。
オカマ口調が特徴。英語版では名前が「General Rooster」に変更されている。
・翼が大きく飛べるというのは大神の燃神のようになっている（ただし、大神が発売した年は本作よりも先である）。
ドラゴン将軍（辰）
声 - 松田健一郎
東洋風の巨大な龍。所持する欠片の形状は「龍玉」。口癖は「グオオォォォ！！」。
地球から子供の魂を攫う役目を担っている。広島弁と思しき方言で話し、ムーンベアキングを「オヤジ」と呼ぶ。
・クウタロウの魂を盗んだのも彼である。辰は架空の動物で十二支で最強の動物だが、初めて登場するのは終盤。

### その他の人物
キャプテン・ギャフ
声 - 松田健一郎
魔法の月の海で最強を誇った伝説の海賊。現在はピッグ将軍とシープ将軍との戦いに明け暮れていた。その戦いに敗れて捕らえられ、ゲーム開始時には行方不明になっていた。
かつては腕っ節の強い多くの部下を率いて、あらゆる財宝とあらゆる美女を手に入れたが、彼のその暴虐さにを嘆いた人々の願いを聞き入れた月の女神の呪いによって人間が醜悪な化け物に見えるようになった。そのため、元から醜悪な容姿の月の魔女に一目惚れし、恋を成就させるために彼女に一方的に協力することになる。終盤で美しき月の女神に「呪いは二度と解けない」と教え、失恋を嘆いた。
ポセイドン
月の深海を治める海神。月の女神が倒れた後、海を守るために戦っていたものの、シープ将軍とピッグ将軍が海を汚したため海の生き物が怪物化。自身も武器のトライデントをクラーケンに奪われてしまった結果、竜宮城で引きこもる事態となっていた。そこでクウタロウにクラーケンからトライデントを奪い返してもらうよう要請する。
ネビュラ
ハロウィンタウンの市長の娘。ろくろ首のように首が伸びモンキー将軍の根城が市長の家であることをクウタロウに伝える。
第5章クリアで読むことができる絵本では中二病めいた言動も見られる。
ミスター・ピンク
月の国の時計台の管理人であるフラミンゴ。尋常ではないほどの早口でおしゃべり。状況を説明する際も長ったらしく、さらに理解できないとなると相手を見下す傲慢ちきであるため、ピカリナだけでなくナレーターからも呆れられている。
彼がなぜ月の時計台の管理人となったかは第6章クリアで明かされる。
デク
本作の雑魚敵。子供たちの魂を閉じ込めたデク人形。一回切った後にさらにもう一度切ることで中に入った魂を開放できる。足元の爆弾を弄ぶ習性がある。
楽屋ネタとしては、劇場の大部屋俳優3人が演じているが、3人以上出てくる場面が多い。
バッドボーイズ
一郎、次郎、三郎の三兄弟。月の魔女の厨房で下働きをしていた、クウタロウと同じ境遇の少年たち。彼らは脱走を図るがクウタロウと違って運が無く、様々な不運や不幸に見舞われることになる。道中では彼らのヘッドも入手できる。彼らの話を全て見るには、マスターヘッドを全て入手した状態で最初の面からプレイする必要がある。
ミスターG
声 - 藤原啓治
本作のナレーター。本名はグレゴリウス・P・オズワルド。魔法劇場の支配人。姿を見せることは無いが、当意即妙な語りで観客とプレイヤーをパペッティアの演目に引き込んでいく。

## スタッフ
- ディレクター - ギャビン・ムーア